# غراليا
غراليا (بالإيطالية: Graglia)‏ هي بلدية في مقاطعة بييلا في إقليم بييمونتي في إيطاليا.

## السكان
في سنة 1861 بلغ عدد السكان 3٬062 نسمة، وتطور العدد ليصل في سنة 2011 لـ 1٬588 نسمة.
يظهر هذا المخطط البياني تطور النمو السكاني لـ غراليا